# Коридо
Ко̀ридо (на италиански: Corrido; на ломбардски: Còrit, Корит) е село и община в Северна Италия, провинция Комо, регион Ломбардия. Разположено е на 468 m надморска височина. Населението на общината е 824 души (към 2017 г.).